# 宋在貞
宋在貞（韓語：송재정，1973年11月28日—），韓國電視劇編劇。

## 作品

### 電視劇
- 1998年：SBS《順風婦產科》
- 2000年：SBS《該怎麼辦才好》
- 2002年：SBS《認真生活》
- 2005年：SBS《可愛或者瘋狂》
- 2006年：MBC《不可阻擋的High Kick》
- 2008年：MBC《可可島的秘密》
- 2010年：SBS《Coffee House》
- 2012年：tvN《仁顯王后的男人》
- 2013年：tvN《Nine：九回時間旅行》
- 2014年：tvN《三劍客》
- 2016年：MBC《W－兩個世界》
- 2018年：tvN《阿爾罕布拉宮的回憶》
- 2021年：tvN《柔美的細胞小將》

## 外部連結
- NAVER搜索